# 道の駅本庄
道の駅本庄（みちのえき ほんじょう）は、島根県松江市野原町に位置する国道431号の道の駅である。

## 施設
- 駐車場：35台
  - 普通車：46台
  - 大型車：5台
  - 身障者用：2台
- トイレ
  - 男：大 2器・小 5器
  - 女：5器
  - 身障者用：1器
- 公衆電話：1台
- 喫茶店
- 売店
- コンビニエンスストア（ファミリーマート24時間営業[1]）
  - コンビニATM（イーネット：山陰合同銀行管理）
- 休憩所
- 情報コーナー
  - 情報端末
- ベビーベッド

## 休館日
- 奇数月第3火曜日、盆、年末年始（喫茶店、売店のみ）

## アクセス
- 国道431号（国道485号重複） - 登録路線
  - 島根県道260号本庄福富松江線

## 周辺
- 中海